# توربو (فلم)
 توربو (بالإنجليزية: Turbo) هو فيلم كوميدي أُصدر في الولايات المتحدة سنة 2013.

## طاقم التمثيل
- رايان رينولدز
- بول جياماتي
- سنوب دوغ
- مايا رودولف
- ميشيل رودريغز

## القصة
يتمكن الحلزون المستضعف (تربو) أن يكتسب سرعة فائقة بعد أن كان كائن ضعيف لا يقوى على القيام بأي مهمة؛ وعلى إثر ذلك ينجح في تكوين صداقات كثيرة، ويستطيع أن يزيد من خبرته الحياتية حيث يتعلم أن النجاح وليد التعاون لهذا يقرر مساعدة أصدقائه في تحقيق أحلامهم قبل حلمه.

## الميزانية والإيرادات
بلغت تكلفة إنتاج الفيلم حوالي 127 مليون دولار بينما حقق أرباحاً تقدر بـ 280,167,512 دولار.

## وصلات خارجية
- الموقع الرسمي
- مقالات تستعمل روابط فنية بلا صلة مع ويكي بيانات